# گیلبرت واکر (فیزیک‌دان)
گیلبرت واکر (انگلیسی: Gilbert Walker; ۱۴ ژوئن ۱۸۶۸ – ۴ نوامبر ۱۹۵۸) فیزیک‌دان و دانشمند در زمینه هواشناسی و کارشناس آمار اهل بریتانیا بود.
واکر پیش از پذیرش سمت تدریس در دانشگاه کمبریج، ریاضیات را در زمینه‌های مختلفی مانند آیرودینامیک، الکترومغناطیس و تحلیل داده‌های سری زمانی به کار برد. اگرچه او تجربه ای در زمینه هواشناسی نداشت، ولی برای سمتی در اداره هواشناسی هند استخدام شد و در آنجا روی رویکردهای آماری برای پیش‌بینی بادهای موسمی کار کرد. او روش‌هایی را در تجزیه و تحلیل داده‌های سری زمانی توسعه داد که اکنون معادلات یول-واکر نامیده می‌شود. 
گیلبرت واکر برای توصیف پیشگامانه‌اش از نوسان جنوبی ال‌نینو که یک پدیده بزرگ اقلیمی در مقیاس جهانی است، و همچنین برای کشف آنچه پس از او به عنوان چرخه واکر نامگذاری شده، و مطالعات پیشرفته اقلیم‌شناسی شناخته می‌شود. او همچنین در کمک به استخدام اولیه اعجوبه ریاضی هندی سرینیواسا رامانوجان نقش اساسی داشت.
واکر همچنین برندهٔ جوایزی همچون همکار انجمن سلطنتی و شوالیه شده‌است.